# ركن (أصول فقه)
الرُكْنُ -عند الأصُوليين- هو الَّذي يلزمُ من وجودهِ الوجود، ومن عدمهِ العدمُ، ويكونُ جزءًا في ماهيته.وقيل في الكليات: توقفُ الشَّيء على الشَّيءِ من جهةِ الوجود، إن كان داخلًا فيه يُسمَّى رُكنًا؛ كالقيام بالنِّسبةِ إلى الصَّلاة.

## تعريف الرُّكْن

### لغةً
الرُّكْنُ لغةً: رُكْنُ الشَّيْءَ جَانِبُهُ وَالْجَمْعُ أَرْكَانٌ. وأَركانُ كُلِّ شَيْءٍ: جَوانبهُ الَّتِي يَسْتَنِدُ إِلَيْهَا وَيَقُومُ بِهَا.
، فأركانُ الشَّيءِ أجزاءُ ماهيَّتِهِ.

### اصطلاحًا
وفي اصطِلاحِ الأصوليين: هو الَّذي يلزمُ من وجوده الوجود، ومن عدمه العدم داخل العمل؛ فمثلًا: الركوعُ في الصلاة من أركانها بالإجماع المتيقَّن، فإن توفَّرت جميعُ أركان الصلاة؛ فالصلاة صحيحة، وإن انعدم ركنٌ واحدٌ منها؛ فالصلاةُ باطلةٌ؛ أي: يلزمُ من وجودِ الأركان وجودَ الصِّحةِ، ومن عدمها عدمُ الصحة، ومن ذلك: أركانُ الصَّلاةِ، وهي: أقوالٌ وأفعالٌ لا تصِحُّ الصَّلاةُ إلا بها، وتَبْطُلُ إذا ما تُرِكَتْ عَمدًا وأمَّا إن تَرَكَها المُصلِّي سَهوًا أو جَهلًا فلا تَصِحُّ إلَّا إن أمكَنَهُ تَدارُكها.

## الفرقُ بين الشَّرطِ والرُكْن
الفرقُ بين الشرط والرُّكْن من عدة أمور:
- الأوَّل: أن الركن في ماهيةِ الشيء، والشرط خارج الماهية. فالركوع - مثلاً - ركن في الصلاة؛ لأن الصلاة تتوقف عليه مع أنه داخل فيها، والوضوء شرط لها؛ لأنها تتوقف عليه - أيضا -لكنه خارج عنها.[6]وأما الشرط فهو خارج الماهية مثل: الطهارة شرطٌ لصِّحة الصلاة، مع أن الطهارة ليست داخلة في أفعال الصلاة.[7]

- الثاني: أن الركن يلزمُ من وجوده الوجود، والشرط لا يلزم من وجوده الوجود. فإذا اختلَّ الركن فالعقد باطلٌ باتفاق العلماء، وإن اختلَّ الشَّرطُ فقال الجمهور: العقدُ باطلٌ، وفاسد بمعنًى واحدٍ، وقالتِ الحنفيةُ: العقدُ فاسدٌ لكونِ الخللُ في وصفِ خارج عن الشيء.[8][9]

ويظهر مما سبق أن الركن والشرط يتَّفِقانِ بأنَّ كلًّا منهما يتوقف عليه وجود الحكم، وإذا نَقصُ الركن أو الشرط بطل أو فسد الحكم.

## الفرقُ بين الرُّكنِ والواجبِ في العبادات

### الفرقُ بين الرُّكنِ والواجبِ في الصلاة
قال محمد بن صالح العثيمين : الركنُ ما لا تصحُّ الصلاةُ بدونه، ولا بد من فعله، ولا يسقط بالسهو. وأما الواجب فما يجب فعله أو قوله، ولكن الصلاة تصح بدونه إذا وقع ذلك سهوًا، ويجبر بسجود السهو. هذا هو الفرق الحكمي بين الركن والواجب.

### الفرقُ بين الرُّكنِ والواجبِ في الحج
الفرق بين الركن والواجب والسنة : أن الركن لا يصح الحج إلا به، والواجب يصح الحج مع تركه، غير أنه يجب على من تركه دم (ذبح شاة) عند جمهور العلماء، وأما السنة فمن تركها فلا شيء عليه.